# Киген
Киген (фр. Cuguen) насеље је и општина у северозападној Француској у региону Бретања, у департману Ил и Вилен која припада префектури Сен Мало.
По подацима из 2011. године у општини је живело 788 становника, а густина насељености је износила 33,47 становника/km². Општина се простире на површини од 23,54 km². Налази се на средњој надморској висини од 110 метара (максималној 113 m, а минималној 35 m).

## Демографија
| 1962. | 1968. | 1975. | 1982. | 1990. | 1999. | 2011. |
| ----- | ----- | ----- | ----- | ----- | ----- | ----- |
| 752   | 856   | 769   | 670   | 673   | 708   | 788   |

График промене броја становника у току последњих година